# Songs of Praise (album)
Songs of Praise je první (debutové) studiové album kapely The Adicts. Vyšlo roku 1981 u nahrávací společnosti Fall Out.

## Seznam skladeb
Album Songs of Praise obsahuje 18 skladeb.
1. "England"
2. "Hurt"
3. "Just Like Me"
4. "Tango"
5. "Telepathic People"
6. "Mary Whitehouse"
7. "Distortion"
8. "Get Adicted"
9. "Viva la Revolution"
10. "Calling Calling"
11. "In the Background"
12. "Dynasty"
13. "Peculiar Music"
14. "Numbers"
15. "Sensitive"
16. "Songs of Praise"
17. "Sound of Music"
18. "Who Split My Beer?"

## Sestava
V této sestavě hrají Adicts dodnes.
- Keith 'Monkey' Warren - zpěv
- Mel Ellis - basová kytara
- Pete Dee Davison - kytara
- Michael 'Kid' Dee Davison - bicí nástroje

## Zajímavosti
Skladba Viva la Revolution byla použita roku 2003 ve hře Tony Hawk's Underground.